# Обов'язкове голосування

Голосування є обов'язковим під загрозою санкції
Голосування є обов'язковим, але санкцій не передбачено
Голосування є обов'язковим під загрозою санкції (лише для чоловіків)
Голосування є обов'язковим, але санкцій не передбачено (лише для чоловіків)
Голосування було обов'язковим у минулому

Обов'язкове голосування — юридична зобов'язаність громадян взяти участь у виборах. У випадку неголосування у таких країнах можливим є застосування різних передбачених законом санкцій.
Станом на серпень 2013 року, у 22 країнах функціонувало обов'язкове голосування, в 11 з них (близько 5 % усіх країн-членів ООН) виконання закону перевірялось державою.

## Історія
В Атенській демократії був установлений обов'язок кожного громадянина брати участь у процесі прийняття рішень, але відвідування зборів не було обов'язковим. У деяких випадках на тих, хто не бажав брати участь, лягав певний суспільний осуд. Наприклад, з Арістотанової комедії «Ахарняни» (17-22) 5 ст. до н. е. відомо, що громадські раби зганяли людей з агори на місце загальних зборів (Пнікс), використовуючи пофарбовані начервоно мотузки. На осіб з червоною фарбою на одязі відтак накладали штрафи. Такі випадки здебільшого траплялися, якщо на зборах були присутні менше 6000 людей, а для продовження роботи зборів необхідною була більша публіка.
Бельгія відома найстарішою системою обов'язкового голосування. Таку систему було введено 1893 року для чоловіків і 1948-го для жінок, відповідно до введення по всьому світу жіночого виборчого права. Бельгійці віком від 18 років, а також зареєстровані виборці-небельгійці зобов'язані з'явитись на виборчу дільницю, хоч і не зобов'язані власне голосувати; особи, які не з'явились на дільницю (без належних причин або призначення власного представника) в неділю голосування, можуть бути притягнені до відповідальності та зобов'язані сплатити середнього розміру штраф. Якщо дані особи не голосують на хоч чотирьох виборах поспіль, вони можуть втратити право голосу на термін 10 років. Ті, хто не голосує, також можуть стикатися з труднощами при влаштуванні на роботу в державному секторі. На практиці, на тих, хто не голосує, зараз більше не накладають штрафи (7,4 % всіх виборців не голосували на місцевих виборах 2018 року), однак штрафи накладаються на тих, кого було обрано на роботу спостерігачем на виборчих дільницях.
Обов'язкове голосування також діє в Австралії. Штат Квінсленд ввів обов'язкове голосування на штатових виборах 1915 року. У штаті Вікторія обов'язкове голосування було введено 1926 року, у Новому Південному Вельсі і Тасманії — 1928-го, в Західній Австралії — 1936-го, а в Південній Австралії — 1942-го. Вік обов'язкового голосування було знижено до 18 років у 1974 році. Обов'язкове голосування на вседержавних виборах було введено 1924 року після катастрофічної неявки на федеральних виборах 1922 року. Таку систему на федеральних виборах було введено для «британських суб'єктів» віком 21 рік і вище, але голосування не було обов'язковим для корінних австралійців аж до 1984 року. Навіть більше, в штатах Квінсленд і Західна Австралія, корінних австралійців спеціяльно не допускали до виборів, хоч вони офіційно вважалися британськими суб'єктами. Право голосу корінним австралійцям було надано 1949 року, але внесення корінних австралійців до реєстру виборців не було обов'язковим аж до 1984 року.

## Країни з обов'язковим голосуванням

### Виконується
- Австралія
- Аргентина
- Бельгія
- Бразилія
- Еквадор
- Ліхтенштейн
- Люксембурґ
- Науру
- Перу
- Північна Корея
- Сінгапур
- Уругвай
- Швейцарія

### Не виконується
- Болгарія
- Болівія
- Гондурас
- Греція
- Ґабон
- Домініканська Республіка
- Демократична Республіка Конґо
- Єгипет
- Італія
- Коста-Рика
- Ліван
- Лівія
- Мексика
- Панама
- Парагвай
- Таїланд
- Туреччина

## Країни, в яких раніше було обов'язкове голосування
- Австрія
- Албанія
- Венесуела
- Гватемала
- Джорджія (штат США)
- Іспанія
- Кіпр
- Нідерланди
- Португалія
- Фіджі
- Філіппіни
- Чилі
- Швейцарія